# Otto Ackermann (Dirigent)
Otto Ackermann (* 5. Oktober 1909 in Bukarest; † 9. März 1960 in Wabern bei Bern) war ein in Rumänien geborener Schweizer Dirigent.
Ackermann studierte an der Königlichen Akademie in Bukarest, dann bei George Szell und Julius Prüwer an der Berliner Musikhochschule. Nach Stationen als Kapellmeister in Düsseldorf (bei Walter Bruno Iltz), Brünn, Bern, Zürich, Luzern und Wien (Volksoper), wirkte er ab 1954 als GMD an den Städtischen Bühnen Köln, ab 1959 als musikalischer Oberleiter am Stadttheater Zürich.
Ackermann, der auch als Gastdirigent in vielen europäischen Städten auftrat, machte sich insbesondere einen Namen als Dirigent von Operetten (wovon zahlreiche Platteneinspielungen für EMI-Electrola zeugen) und Mozart-Opern. Der künstlerische Nachlass Ackermanns befindet sich in der Schweizerischen Nationalphonothek in Lugano.
Beigesetzt wurde Ackermann auf dem Friedhof von Grindelwald.